# Кибитка

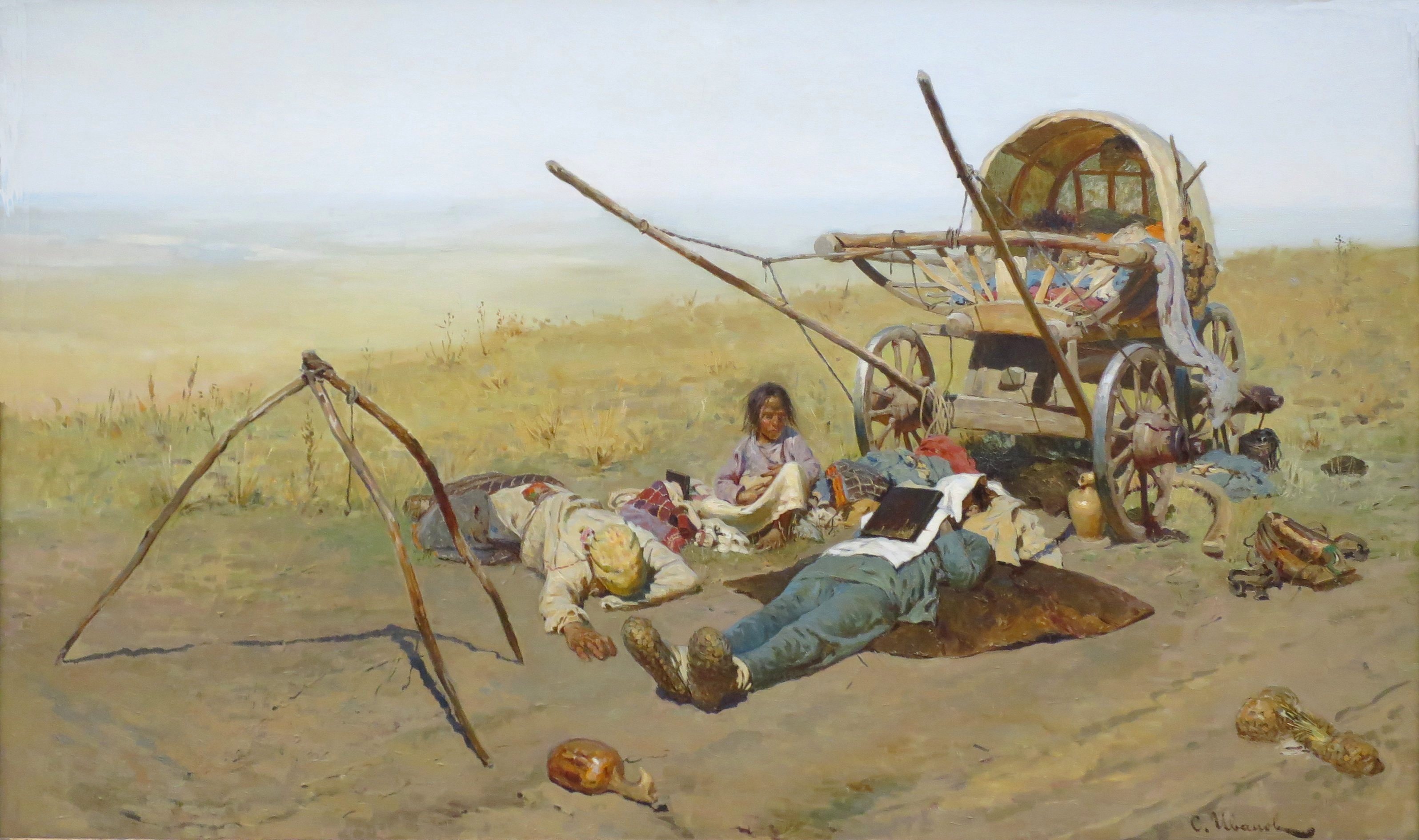
Колёсная кибитка (картина С. В. Иванова, 1889)

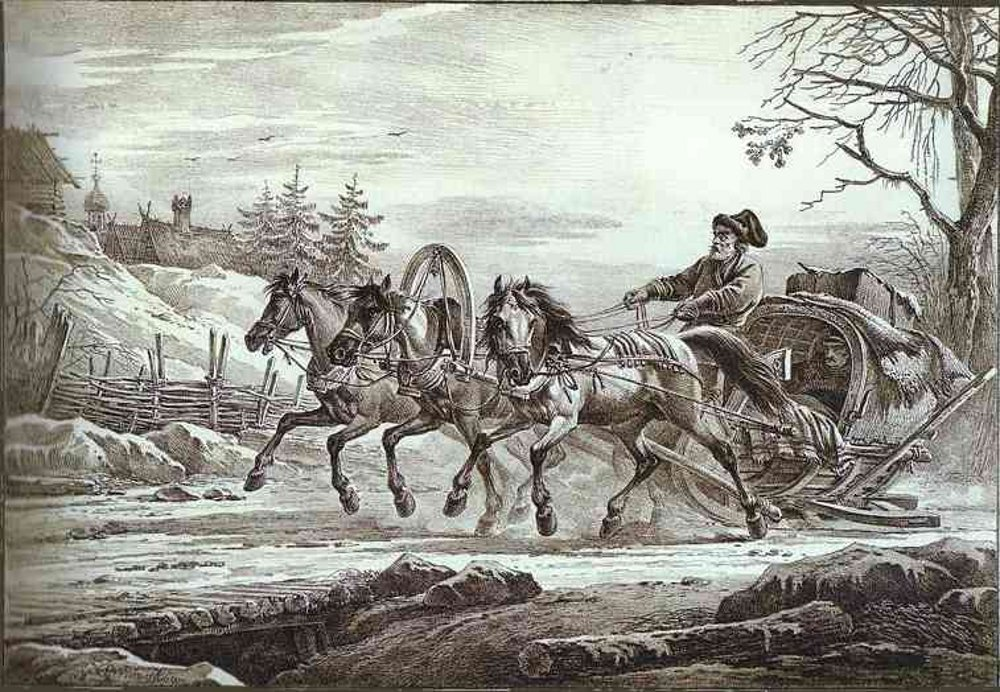
Кибитка на санях, запряжённая тройкой (картина А. О. Орловского, 1819)

Киби́тка (от тюрк. кибит, кибет — крытая телега, лавка, магазинчик) — конная или запряжённая волами повозка с телегой или санями (болочок), оснащённая крышей с каркасом из дуг и обтянутая кошмой или рядно́м (рогожей).

## История
С III тысячелетия до нашей эры кибитки были жилищами кочевников — крытыми повозками, перевозимыми с помощью волов. В России изначально слово означало гнутый верх повозки, крышу на дугах, а затем и повозку или сани с верхом, зачастую верх мог откидываться.
С кочевого населения степных областей и среднеазиатских владений России и с калмыков Астраханской и Ставропольской губерний взималась кибиточная по́дать, например, в 1870 году подать была в размере 3 рублей 50 копеек с кибитки.